# 벌곡초등학교
벌곡초등학교는 대한민국 충청남도 논산시 벌곡면 한삼천리에 있는 공립 초등학교이다.

## 학교 연혁
- 1934년 7월 13일 벌곡공립보통학교(4년제) 개교설립인가 6월 16일
- 1938년 4월 1일 벌곡공립심상소학교로 개칭
- 1940년 4월 1일 6년제 승격
- 1941년 4월 1일 벌곡공립국민학교로 개칭
- 1949년 9월 30일 도산국민학교 분리
- 1969년 3월 1일 조동국민학교 분리
- 1982년 3월 8일 병설유치원 개원
- 1990년 3월 1일 조동분교장 편입
- 1994년 3월 1일 조동분교, 덕천분교 통합
- 1996년 3월 1일 벌곡초등학교로 개칭
- 2000년 9월 30일 유치원 교사(65평) 신축

## 참고 자료
- 벌곡초등학교 - 한국교육학술정보원 학교알리미